# PAZZ&JOPS
PAZZ＆JOPS（パズ・アンド・ジョップス）は、1988年10月3日から1998年3月の毎週月曜から金曜に放送されていたJ-WAVEのラジオ番組である。

## 概要
放送全期間に渡り、ジョン・カビラがナビゲーターを務めた。
タイトルは、JAZZの“J”とPOPSの“P”を入れ替えた通り、ジャズともポップスとも明確にカテゴライズし難く、また、この時間帯に相応しい落ち着いた楽曲を中心に放送した。
番組は月曜から木曜は隔日でニューヨーク発の素材とパリ発の素材を使用した番組、金曜日は完全に東京で制作した番組を放送していた。このうちパリ発は、フランス国営の国際放送局 ラジオ・フランス・アンテルナショナル (Radio France internationale) が素材を提供していた。
スポンサーは番組開始から1995年10月の番組改編までサッポロビールで、以降1997年12月まではマイクロソフト、それ以降はノンスポンサーだった。
1993年8月1日、FM NORTH WAVEでネット開始。J-WAVEより1時間先行となる21時台に放送された。サッポロビールのスポンサー降板と同時に同局での放送は終了した。
1996年4月26日から、毎月最終金曜日は坂本龍一がスペシャル・ナビゲーターを務める「gut on-line」というコーナーで構成された。
番組に使われていたオープニング・テーマは、「Loco Motive」 (Eddie Gomez) 。エンディング・テーマは、当初「Last Train Home」 （パット・メセニー・グループ）だったが、後に「The Bounce」 (Vibraphonic) に変更された。
2013年12月15日、「J-WAVE SELECTION EUROPEAN FEVER PAZZ&JOPS from EUROPE」（22:00-22:54）として復活した。

## 放送時間
- 月曜-金曜 21:55-22:55 （1988年10月3日-1991年9月）
- 月曜-金曜 22:00-23:00 （1991年10月-1994年9月）
- 月曜-金曜 22:00-22:50 （1994年10月-1995年9月）
- 月曜-金曜 23:00-23:40 （1995年10月-1996年9月）
- 月曜-金曜 23:00-23:30 （1996年10月-1998年3月）

## ナビゲーター
- ジョン・カビラ
- ロバート・ハリス（1995年3月20日から2週間、休暇中のカビラの代理として）

## コンピレーションCD
ジャズ・レーベルのGRPをはじめ、各レーベルとコラボレートした番組オリジナルのコンピレーションCDがリリースされている。
- 『GRP & J-WAVE present PAZZ & JOPS』（1989年10月1日）
- 『GRP & J-WAVE present PAZZ & JOPS 1991』（1990年10月1日）
- 『GRP & J-WAVE present PAZZ & JOPS 1992』（1991年10月21日）
- 『WAVE LABEL & J-WAVE present PAZZ & JOPS from Asia』（1991年3月25日）
- 『GRP & J-WAVE present PAZZ & JOPS 1993』（1992年10月21日）
- 『BMG VICTOR & J-WAVE present PAZZ & JOPS from Europe』（1993年5月21日）
- 『EPIC SONY & J-WAVE present PAZZ & JOPS from Europe』（1993年5月21日）
- 『WEA & J-WAVE present PAZZ & JOPS from Europe』（1993年5月21日）
- 『MMG & J-WAVE present PAZZ & JOPS from Europe』（1993年5月25日）
- 『POLYDOR & J-WAVE present PAZZ&JOPS from Europe』（1993年5月26日）
- 『PHONOGRAM & J-WAVE present PAZZ&JOPS from Europe』（1993年5月26日）
- 『GRP & J-WAVE present PAZZ & JOPS 1994』（1993年10月21日）
- 『GRP & J-WAVE present PAZZ & JOPS 1995 〜Soundtrack of New York City』（1994年11月23日）

| J-WAVE 平日23:00枠 | J-WAVE 平日23:00枠 | J-WAVE 平日23:00枠  |
| 前番組             | 番組名             | 次番組              |
| ------------------ | ------------------ | ------------------- |
| TOP PICKS!         | PAZZ&JOPS          | BMW SENSE & EMOTION |